# 宮崎守
宮崎 守（みやざき まもる、? - 2008年）は、日本の教育者・スピードスケートの指導者。

## 経歴
「田んぼスケート」の考案者として知られる人物である。
群馬県吾妻郡嬬恋村の嬬恋村立嬬恋西小学校に勤務していた1960年代に、寒冷な気候を利用して、田んぼに水を張ってスケートの授業をすることを思いついた。群馬県では、北部地方は非常に厳しい寒さがあるが、スケートリンクがなかったためにスケート選手は皆無に近い状態であった。嬬恋にはキャベツ農家が多いが、ちょうど冬はキャベツ農家の農閑期にあたるため、宮崎の思いに共鳴した父兄や地域の人たちが協力してくれたことも追い風になった。
宮崎はこの「田んぼリンク」で熱心に児童・生徒に指導を行い、入澤孝一、熊川輝男とともに嬬恋スケートクラブを立ち上げた。その結果、黒岩彰・黒岩敏幸・黒岩悟・黒岩美智子・黒岩恵子・黒岩宗久などの活躍の土台を作り、「群馬に宮崎あり」とまで詠われた。田んぼリンクの成功は全国に伝わり、福島県川俣町など各地の田んぼで嬬恋に倣ってリンクが作られた。
群馬県スケート連盟副会長、群馬県スケート連盟嬬恋支部長、嬬恋スケートクラブ会長を務めた。

## 年譜
1989年、群馬県スケート連盟副会長に就任。
2003年、体育功労により旭日雙光章を受ける。
2008年に永眠。享年80。
趣味は教え子の活躍を新聞で読むことと、マージャン。